# Cherokee (Kansas)
Cherokee é uma cidade localizada no estado americano de Kansas, no Condado de Crawford.

## Demografia
Segundo o censo americano de 2000, a sua população era de 722 habitantes.
Em 2006, foi estimada uma população de 712, um decréscimo de 10 (-1.4%).

## Geografia
De acordo com o United States Census Bureau tem uma área de
1,8 km², dos quais 1,8 km² cobertos por terra e 0,0 km² cobertos por água. Cherokee localiza-se a aproximadamente 281 m acima do nível do mar.

## Localidades na vizinhança
O diagrama seguinte representa as localidades num raio de 16 km ao redor de Cherokee.